# Milan Football Club 1920-1921
Questa voce raccoglie le informazioni riguardanti il Milan Football Club nelle competizioni ufficiali della stagione 1920-1921.

## Stagione

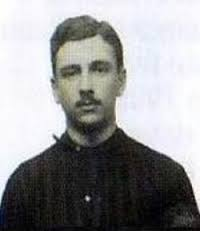
Guido Moda, al Milan come giocatore dal 1903 al 1904, dal 1905 al 1908 e dal 1909 al 1912. Fu alla guida tecnica dei rossoneri dal 1919 al 1921 e nel 1926

In questa stagione si ripete l'andamento del campionato precedente. Dopo aver superato senza grossi problemi il girone di qualificazione, il Milan passa a fatica il girone finale lombardo giungendo quarto e partecipa alle semifinali nazionali, dove arriva ultimo non qualificandosi alla fase successiva (5 sconfitte e un pareggio su 6 partite).
Degno di nota è l'ampliamento del Campo di Viale Lombardia, stadio casalingo dei rossoneri, che viene ingrandito con la costruzione di una gradinata in cemento armato. Anche questo campionato è caratterizzato dall'elevatissimo numero di squadre che vi parteciparono (88): rispetto alla stagione precedente, questo numero cresce nuovamente raggiungendo proporzioni elefantiache.

## Divise
| Casa | Trasferta |

## Organigramma societario
Area direttiva
- Presidente: Piero Pirelli
- Vice presidenti: Silvio Richetti e Cesare Stabilini
- Segretario: Gianguido Piazza

Area tecnica
- Allenatore: Guido Moda

## Rosa
| N. |                      | Ruolo | Calciatore               |
| -- | -------------------- | ----- | ------------------------ |
|    | Italia (bandiera)    | P     | Luigi Binda              |
|    | Italia (bandiera)    | P     | Albino Loffi             |
|    | Italia (bandiera)    | P     | Antonio Travelli         |
|    | Italia (bandiera)    | D     | Luigi Andreoli           |
|    | Italia (bandiera)    | D     | Renzo Azaghi             |
|    | Italia (bandiera)    | D     | Arnaldo Giudici          |
|    | Italia (bandiera)    | C     | Augusto Gaetano Avanzini |
|    | Italia (bandiera)    | C     | Pietro Bronzini          |
|    | Italia (bandiera)    | C     | Dionigi Corsi            |
|    | Italia (bandiera)    | C     | Luigi Gandolfi           |
|    | Argentina (bandiera) | C     | Cesare Lovati            |
|    | Italia (bandiera)    | C     | Giovanni Maggioni        |
|    | Italia (bandiera)    | C     | Ernesto Morandi          |
|    | Italia (bandiera)    | C     | Eugenio Morandi          |

| N. |                   | Ruolo | Calciatore                     |
| -- | ----------------- | ----- | ------------------------------ |
|    | Italia (bandiera) | C     | Dante Raineri                  |
|    | Italia (bandiera) | C     | Alessandro Scarioni (capitano) |
|    | Italia (bandiera) | C     | Francesco Soldera              |
|    | Italia (bandiera) | C     | Ferdinando Trabattoni          |
|    | Italia (bandiera) | C     | Amedeo Varese                  |
|    | Italia (bandiera) | A     | Armando Bellolio               |
|    | Italia (bandiera) | A     | Natale Beretta                 |
|    | Italia (bandiera) | A     | Carlo Bozzi                    |
|    | Italia (bandiera) | A     | Romolo Ferrario                |
|    | Italia (bandiera) | A     | Giuseppe Gelpi                 |
|    | Italia (bandiera) | A     | Natale Loiacono                |
|    | Italia (bandiera) | A     | Giovanni Mazzoni               |
|    | Italia (bandiera) | A     | Giuseppe Sangiorgi             |

## Calciomercato
| Acquisti | Acquisti         | Acquisti | Acquisti |
| R.       | Nome             | da       | Modalità |
| -------- | ---------------- | -------- | -------- |
| A        | Armando Bellolio | Enotria  | -        |
| P        | Luigi Binda      | Inter    | -        |
| A        | Dionigi Corsi    | Enotria  | -        |

| Cessioni | Cessioni           | Cessioni            | Cessioni |
| R.       | Nome               | da                  | Modalità |
| -------- | ------------------ | ------------------- | -------- |
| A        | Edoardo Mariani    | Genoa               | -        |
| P        | Enrico Mariani     | Neumünster Zurigo   | -        |
| C        | Eugenio Negri      | Inter               | -        |
| P        | Filippo Pellizzoni | Nazionale Lombardia | -        |
| D        | Marco Sala         | Inter               | -        |

## Risultati

### Prima Categoria

#### Girone di qualificazione lombardo (girone B)

##### Girone di andata
| Arbitro: | Brambilla (Milano) |

|              |           |                                            |
| Mandelli 43’ | Marcatori | ?’, 38’ Varese 71’ (aut.) Fedeli 77’ Bozzi |

| Arbitro: | Leida (Cremona) |

|                |           |                       |
| Bozzi 43’, 45’ | Marcatori | 3’ Papadia 65’ Bonzio |

| Arbitro: | Fries (Milano) |

|                                                    |           |  |
| Varese 30’, 60’ Bellolio 65’, 78’ Mauri 68’ (aut.) | Marcatori |  |

##### Girone di ritorno
| Arbitro: | A.Gama (Milano) |

|              |           |                 |
| Mainardi 55’ | Marcatori | 31’, 46’ Varese |

| Arbitro: | Barnabò (Milano) |

|  |           |               |
|  | Marcatori | 34’ Soldera I |

| Arbitro: | Tradico (Milano) |

|                                                                   |           |            |
| Soldera I 25’, 78’ Loiacono 50’ Varese 60’ Bellolio 64’, 83’, 85’ | Marcatori | 43’ Miotti |

#### Girone finale lombardo

##### Girone di andata
| Arbitro: | A.Gama (Milano) |

|           |           |  |
| Bozzi 33’ | Marcatori |  |

| Milano 19 dicembre 1920 2ª giornata | Inter            | 0 – 0 | Milan | Campo di via Goldoni\| Arbitro: \| Tradico (Milano) \| |
| Arbitro:                            | Tradico (Milano) |       |       |                                                        |

| Arbitro: | Fries (Milano) |

|                       |           |                               |
| Bozzi 30’ Morandi 68’ | Marcatori | 10’ Bojocchi I 46’, 75’ Reina |

| Arbitro: | A.Gama (Milano) |

|           |           |  |
| Monti 76’ | Marcatori |  |

| Arbitro: | Tradico (Milano) |

|              |           |                      |
| Bellolio 14’ | Marcatori | 48’ Rossi 61’ Sodano |

##### Girone di ritorno
| Arbitro: | Fries (Milano) |

|             |           |                                |
| Orsenigo 3’ | Marcatori | 15’ (rig.) Bronzini 18’ Varese |

| Arbitro: | Brunetti (Torino) |

|              |           |                         |
| Bellolio 29’ | Marcatori | 60’ (rig.) Cevenini III |

| Arbitro: | Barnabò (Milano) |

|                |           |                                                        |
| Bojocchi I 70’ | Marcatori | 6’, 77’ Bellolio 21’, 84’, 85’ Corsi 27’, 89’ Loiacono |

| Arbitro: | A.Gama (Milano) |

|  |           |             |
|  | Marcatori | 61’ Ferrari |

| Arbitro: | Crivelli (Milano) |

|            |           |  |
| Crespi 16’ | Marcatori |  |

#### Semifinali nazionali (girone A)

##### Girone di andata
| Arbitro: | Bistoletti (Milano) |

|                             |           |  |
| Pozzi 10’ Azaghi 86’ (aut.) | Marcatori |  |

| Arbitro: | Bertazzoni (Modena) |

|                                  |           |  |
| Meneghetti 50’ (rig.) Orioli 57’ | Marcatori |  |

| Arbitro: | A.Gama (Milano) |

|                          |           |                             |
| Bellolio 33’ Morandi 42’ | Marcatori | 45’ De Vecchi 89’ Dellacasa |

##### Girone di ritorno
| Arbitro: | Vagge (Genova) |

|                    |           |                                                |
| Bronzini ?’ (rig.) | Marcatori | 70’, 80’ ?’ Della Valle II ?’ Alberti ?’ Pozzi |

| Arbitro: | Venegoni (Legnano) |

|                                  |           |                                    |
| Bronzini 16’ (rig.) Loiacono 63’ | Marcatori | 19’, 58’ Migliavacca 73’ Mattuteia |

| Arbitro: | Rangone (Alessandria) |

|                                           |           |                             |
| Scotti 21’ Dellacasa 25’, 40’ Tabacco 76’ | Marcatori | 23’ Corsi 48’, 84’ Bellolio |

## Statistiche

### Statistiche di squadra
| Competizione    | Punti | In casa | In casa | In casa | In casa | In casa | In casa | In trasferta | In trasferta | In trasferta | In trasferta | In trasferta | In trasferta | Totale | Totale | Totale | Totale | Totale | Totale | DR |
| Competizione    | Punti | G       | V       | N       | P       | Gf      | Gs      | G            | V            | N            | P            | Gf           | Gs           | G      | V      | N      | P      | Gf     | Gs     | DR |
| --------------- | ----- | ------- | ------- | ------- | ------- | ------- | ------- | ------------ | ------------ | ------------ | ------------ | ------------ | ------------ | ------ | ------ | ------ | ------ | ------ | ------ | -- |
| Prima Categoria | 20    | 11      | 3       | 3       | 5       | 24      | 20      | 11           | 5            | 1            | 5            | 19           | 14           | 22     | 8      | 4      | 10     | 43     | 34     | +9 |

### Statistiche dei giocatori
| Giocatore      | Prima Categoria | Prima Categoria |
| Giocatore      | Presenze        | Reti            |
| -------------- | --------------- | --------------- |
| L. Andreoli    | 1               | 0               |
| A. G. Avanzini | 1               | 0               |
| R. Azaghi      | 19              | 0               |
| A. Bellolio    | 20              | 12              |
| N. Beretta     | 1               | 0               |
| L. Binda       | 19              | -22             |
| C. Bozzi       | 12              | 4               |
| P. Bronzini    | 19              | 3               |
| D. Corsi       | 9               | 4               |
| R. Ferrario    | 2               | 0               |
| L. Gandolfi    | 2               | 0               |
| G. Gelpi       | 1               | 0               |
| A. Giudici     | 1               | 0               |
| A. Loffi       | 2               | -9              |
| N. Loiacono    | 15              | 4               |
| C. Lovati      | 21              | 0               |
| G. Maggioni    | 1               | 0               |
| G. Mazzoni     | 7               | 0               |
| Er. Morandi    | 21              | 2               |
| Eu. Morandi    | 6               | 0               |
| D. Raineri     | 7               | 0               |
| G. Sangiorgi   | 2               | 0               |
| A. Scarioni    | 18              | 0               |
| F. Soldera     | 17              | 3               |
| F. Trabattoni  | 2               | 0               |
| A. Travelli    | 1               | -3              |
| A. Varese      | 15              | 6               |